# K-1 Pocket Grand Prix
K-1 Pocket Grand Prix is een computerspel dat werd ontwikkeld door Daft en uitgeven door Konami. In 2002 kwam het spel in Japan uit voor de Game Boy Advance. Het is een sportspel waarbij de speler K-1 beoefenen. Later dat jaar kwam het vervolg uit K-1 Pocket Grand Prix 2. 